# بست (فیلم ۱۹۶۱)
«بست» (انگلیسی: Sanctuary) یک فیلم به کارگردانی تونی ریچاردسون است که در سال ۱۹۶۱ منتشر شد. از بازیگران آن می‌توان به لی رمیک، هاوارد سنت جان، اودتا، استروتر مارتین، و ایو مونتان اشاره کرد.